# 博恩赫沃德
博恩赫沃德（Bornhöved，德語發音：[bɔʁnˈhøːvət]）是德国石勒苏益格-荷尔斯泰因州的一个市镇。总面积14.12平方公里，总人口3407人，其中男性1684人，女性1723人（2011年12月31日），人口密度241人/平方公里。